# Anisodes japaria
Anisodes japaria là một loài bướm đêm trong họ Geometridae.